# طه العبد
طه زيدان العبد (ولد 1972 م) هو شاعر وكاتب وممثل صوت فلسطيني.

## سيرته
ولد طه زيدان العبد في بيروت عام 1972[بحاجة لمصدر] كتب في عدد كبير من الجرائد والمجلات والمطبوعات العربية واللبنانية. انتقل بعد أحداث مخيم تل الزعتر إلى ليبيا حيث تفتقت مواهبه الأدبية والشعرية فعمل في صحفها ومجلاتها، وشارك في العديد من الامسيات الثقافية والشعرية والمؤتمرات الفكرية والأدبية
عاد إلى لبنان عام 1994 وانقطع عن الدراسة في جامعة الفاتح الليبية بسبب القرارات التعسفية التي اتخذها معمر القذافي والتي قضت بمنع عودة الفلسطينيين الذين يغادرون ليبيا إليها، وكان في السنة الثالثة في كلية العلوم البيطرية، فاستكمل الدراسة في الجامعة اللبنانية في كلية الآداب قسم اللغة العربية وحصل على شهادة الليسانس.
صدر له رقصة الفراش 1996 وله
تضاريس البحر اوجاع الماء
التصوف الإسلامي (دراسة فكرية تاريخية أدبية)
الكفايات الصوتية، كتاب في التدريب على الإلقاء وتجليس الحروف العربية
كتب العديد من البرامج الإذاعية اهمها
شعراء رثوا انفسهم
وفي أنفسكم افلا تبصرون
أمواج الزمن
كما كتب للتلفزيون مسلسل (خيوط العدالة) 15 حلقة
كما كتب برنامج (أطرف الحيوانات في العالم) جزآن (52 حلقة)
عمل مشرفا فنيا ومخرجا للأفلام المدبلجة لدى عدد من شركات الإنتاج
يشغل منصب منسق السجل الثقافي ارتبطت كتاباته بالأرض والوطن وغذاها بعنصر الأسطورة، وتحديدا بعناصر الخصب والنماء من خلال توظيف رمزية الماء في الفكر الإنساني الميثي شارك في عدد من لجان التحكيم لجنة التحكيم في مسابقة الشعر الفلسطيني في لبنان إلى جانب الشاعرين شوقي بزيع وشحادة الخطيب عام 2009
لجنة تحكيم مسابقة الأغنية الإذاعية العربية العاشرة في بيروت إلى جانب إلياس الرحباني(لبنان) حسن شرارة (مصر) مسعود الحمداني (عمان)محمود أبو عجيلة(ليبيا)صيف 2010
لجنة مسابقة القصة القصيرة لطلاب مدارس صيدا والجوار والتي نظمتها مؤسسة نبراس الثقافية 2014
حصل على جائزة فلسطين للثقافة عام 2011 عن قصيدته مواقيت باللون الأزرق لأوجاع الماء
يشرف على تحرير مجلة السجل الثقافي وقد شارك بصوته في الأفلام والمسلسلات والرسوم المتحركة في الدبلجة اللبنانية.
أستاذ محاضر في مواد: ( الإلقاء) و(مهارات التقديم) و (فن الوثائقيات) و(فن المسرح والسينما) في قسم الإعلام في جامعة الجنان في صيدا.
محاضر في مواد ( التدريبات اللغوية) و(البلاغة) لسنوات الإجازة في كلية الدعوة الجامعية في بيروت.

## بيبلوجرافيا
- رقصة الفراش (شعر) 1997
- تضاريس البحر اوجاع الماء (مجموعة شعرية) 2012
- الكفايات الصوتية[4] (دراسات في الصوت اللغوي والإلقاء)
- معراج الآلام (شعر)
- رقائق من الصمت (قرص مدمج)
- غرام الشمع (مجموعة شعرية)
- جميز الأسى على أعناقنا (شعر)
- بهجة الموت (شعر)
- الأعمال الشعرية (مجلد)
- صناع الحضارة (1) قصص، 10 قصص للأطفال
- صناع الحضارة (2) قصص، 10 قصص للأطفال
- تضاريس الظلال (نصوص نثرية)
- الفكر الصوفي الإسلامي وادبه

## فيلموغرافيا

### أفلام
- أرض الطف. 2007

### تلفاز
- بين أمواج الزمن (كاتب)[2]
- شعراء رثوا أنفسهم (كاتب)[2]
- وفي أنفسكم أفلا تفكرون (كاتب)[2]
- أطرف الحيوانات في العالم (كاتب)[2]
- خيوط العدالة (كاتب)[2]

### أدوار الدبلجة
- الطباخ الصغير - سكينر (النسخة العربية الفصحى)[5]
- الفتاكون 60[6]
- فوق - دوغ (النسخة العربية الفصحى)[7]
- كوكب الكنز - جون سيلفر (النسخة العربية الفصحى)[8]
- المختار الثقفي - زائدة
- يوسف الصديق - كيدامن[9]و صوت باديامون قائد جنود المعبد
- صديقي الأرنب ـ أرنب
- مزرعة الأخوين مو ـ سمور

## وصلات خارجية
- طه العبد على موقع IMDb (الإنجليزية)